# Scatopse brevipalpis
Scatopse brevipalpis is een muggensoort uit de familie van de Scatopsidae. De wetenschappelijke naam van de soort is voor het eerst geldig gepubliceerd in 1957 door Cook.